# Waal (idraulica)

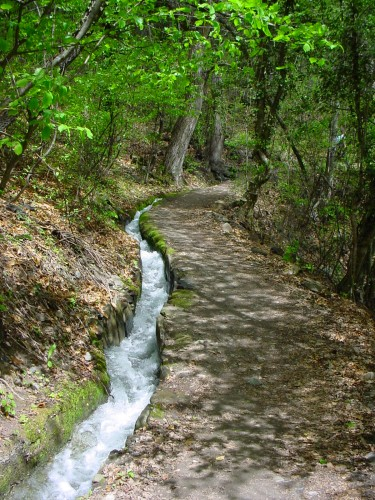
Schnalswaal sopra Ciardes (BZ)

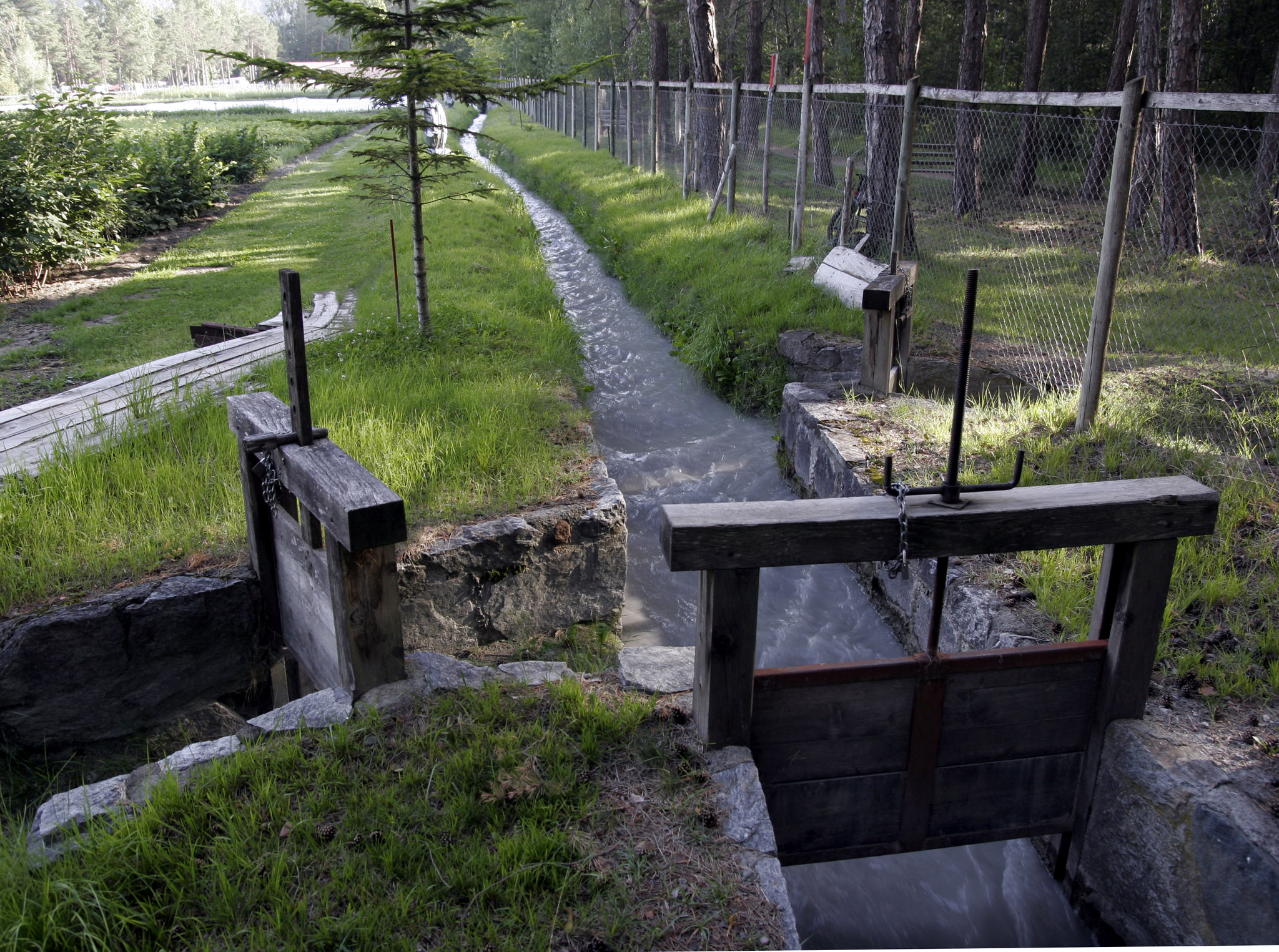
Waal vicino a Laces con chiuse per dirigere le acque

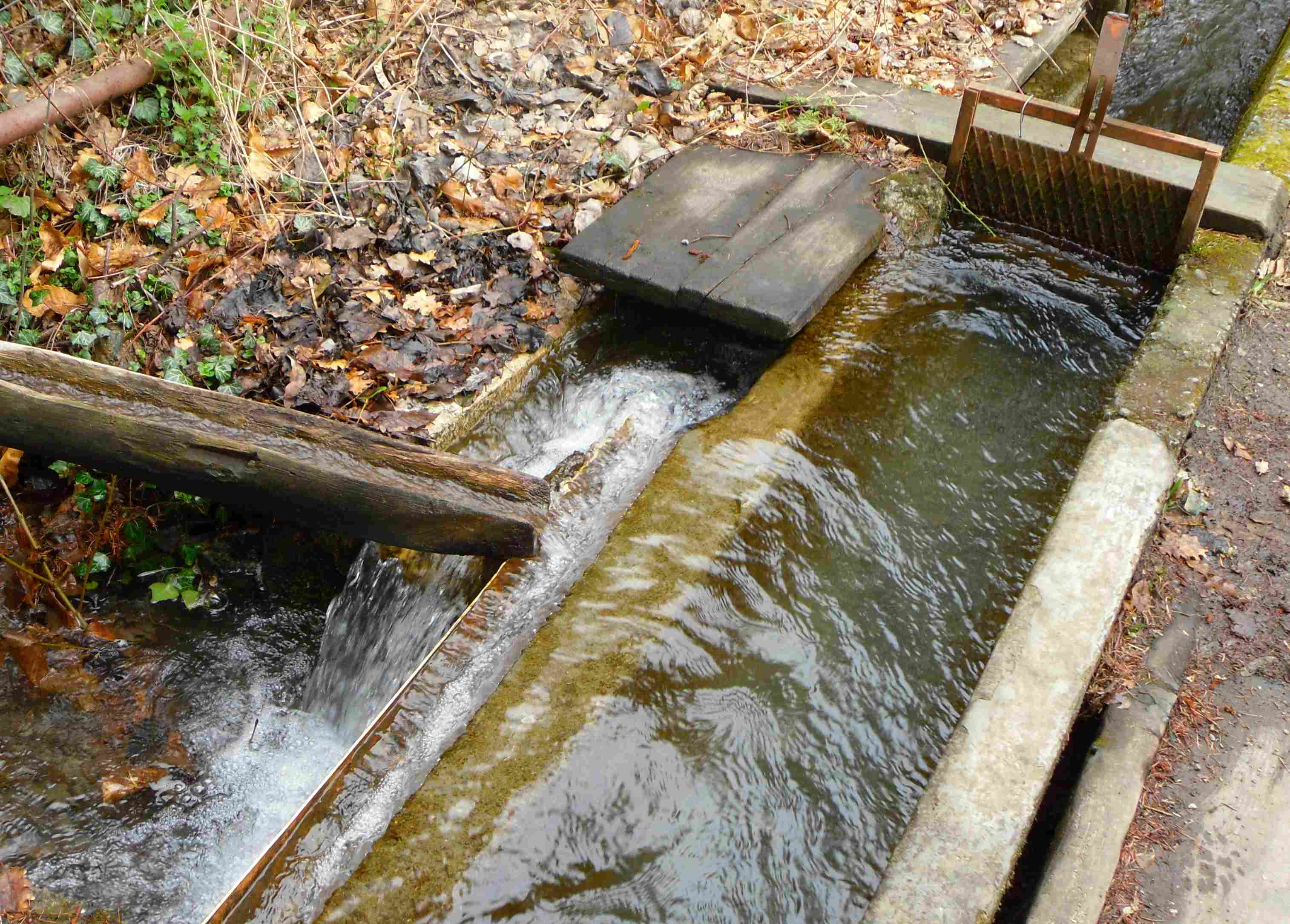
Esempio di antico Waal a Naturno

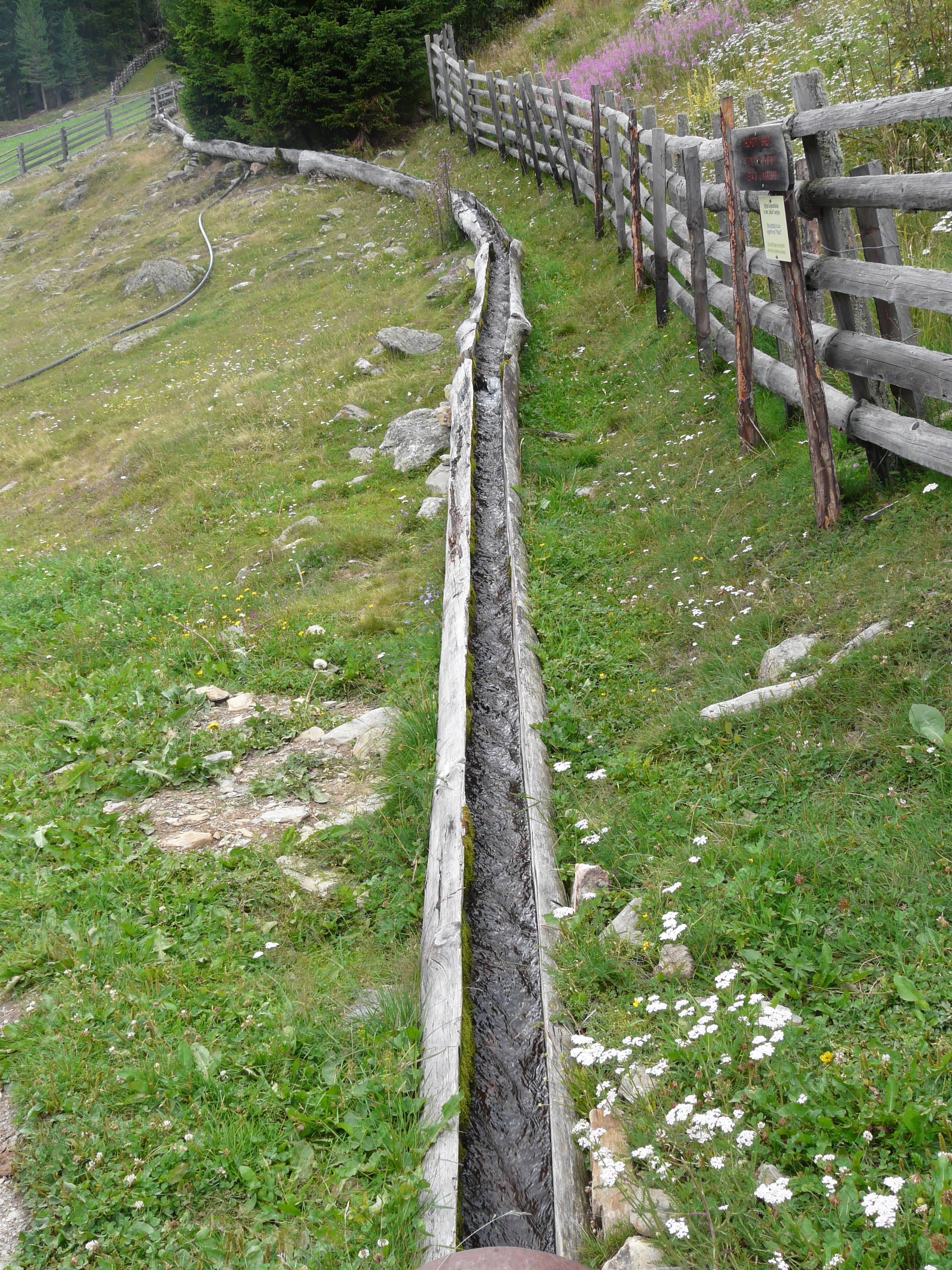
Esempio di Waal in val Martello

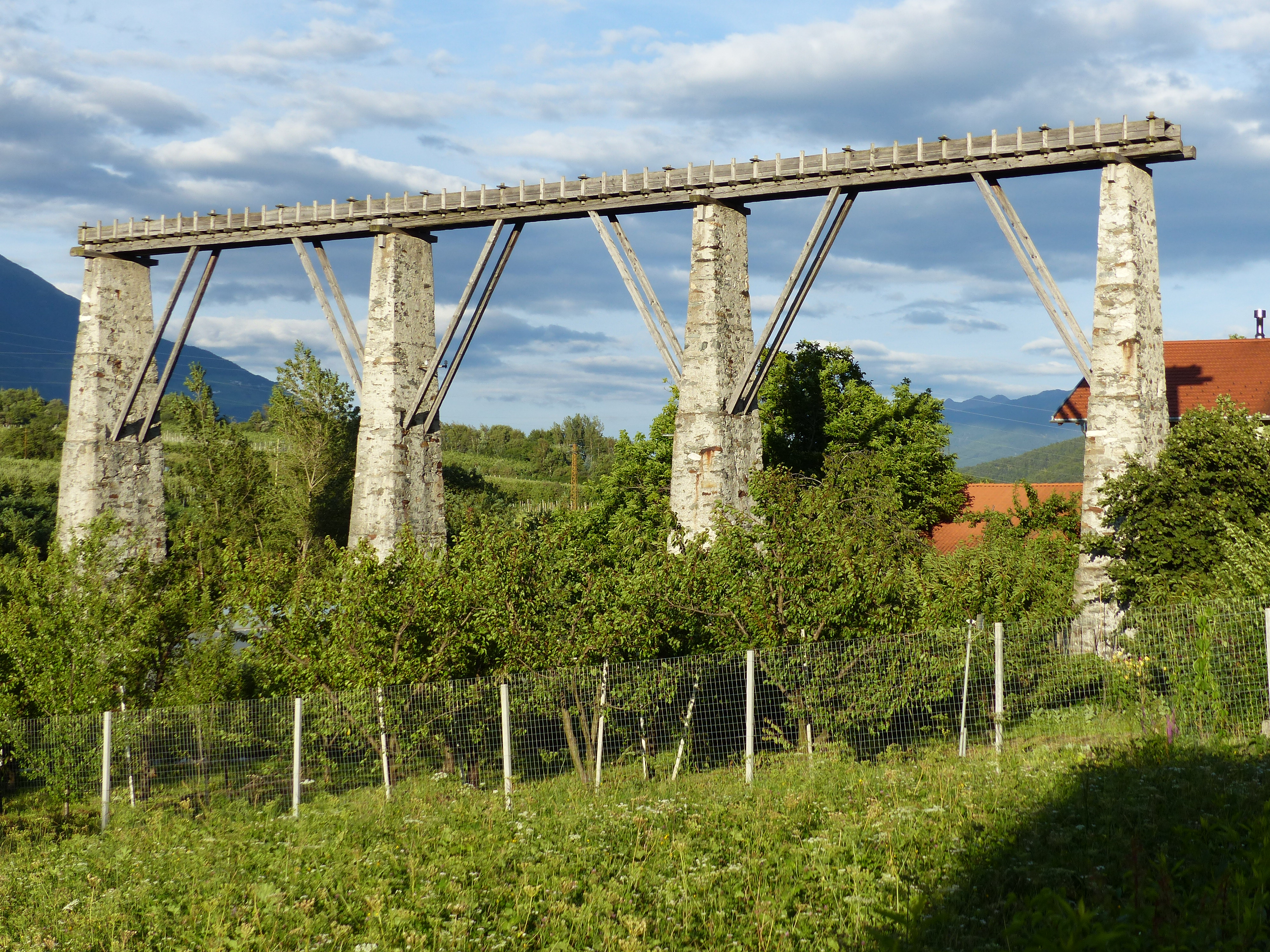
I resti dell'acquedotto Kandlwaal a Lasa

Waal (in plurale Waale) è un termine tedesco che indica piccoli canali o rogge usati nella tecnica tradizionale di irrigazione in Tirolo originariamente costruiti nel XIII secolo. 

## Etimologia
Il termine Waal proviene probabilmente dal latino Aqualis o dal celtico boul. Aqualis originariamente indicava le brocche, ma poi in periodo tardo romano il significati del termine si ampliò indicando anche corsi d'acqua e torrenti.
Per quanto riguarda i "canali irrigui" si possono ricondurre all'atto di donazione dell'abbazia di Monte Maria di Burgusio del 1165, dove viene citato un campo con aqua. Il termine Waal invece appare per la prima volta in un documento del 1136, dove si legge aquale quod dicitur wal. Inoltre dai libri contabili di Mainardo II si viene a conoscenza che a castel Tirolo figuravano un Wallaer, l'addetto alla manutenzione del Waal e un Wazzaer, l'addetto alla distribuzione dell'acqua.

## Storia
Sistemi di irrigazione simili ai Waale sono stati impiegati fin dal neolitico; inoltre, Gianni Bodini, uno dei maggiori studiosi nell'argomento in questione, afferma che soprattutto dal XV secolo vi fu nell'area alpina uno sviluppo di tali opere idrauliche che sono documentate da atti e da norme d'uso.

### Caratteristiche e metodi di irrigazione
Nella forma più classica i Waale sono costituiti da un canale scavato nel terreno che drena le acque di un torrente, o più raramente un lago, e le conduce verso una zona coltivata con una pendenza bassa e costante. Nel caso il terreno sia soggetto ad erosione, il canale può essere delimitato da pietre ai lati e sul fondo. Gallerie e ponti in legno sono usati per superare ostacoli naturali presenti sul percorso. In alcuni casi particolari se la natura aspra dei luoghi lo richiede, il Waal può essere incanalato in tronchi scavati come ad esempio nel caso del Naturnserwaal in cui la "conduttura" di tronchi di legno era appesa alla parete verticale della parte terminale della Val di Senales. Vasche di decantazione e griglie vengono usate per evitare che i sedimenti si possano depositare nel canale e ostruirlo. In passato, la costruzione e la manutenzione dei Waal era regolata da uno statuto oltre che a norme specifiche per il prelievo dell'acqua basate su di un calendario specifico (settimanale oppure mensile).
I Waale solitamente sono canali artificiali a cielo aperto ma a volte possono essere rivestiti con pietre o del cemento. Quelli più antichi erano invece ricavati nel intaglio interno del legno di larice o più semplicemente da travi a "U" inchiodate tra di loro. A volte era necessario il passaggio di un Waal lungo aspre rupi e in questi casi la condotta artificiale veniva fissata alla roccia mediante l'utilizzo di corde.
Spesso parallelamente al canale veniva costruito anche un sentiero (Waalweg, dove Weg sta per sentiero) usato soprattutto per la sua sorveglianze e manutenzione ma che poteva diventare anche una comoda via di comunicazione.
L'irrigazione delle colture avviene per scorrimento secondo turni prestabiliti: l'acqua viene deviata dal canale principale in canali secondari che attraversano i campi e con l'uso sapiente di paratie temporanee si fa in modo che trabocchi e attraversi completamente le coltivazioni. Spesso i canali secondari erano collegati a piccoli invasi artificiali per stoccare l'acqua da usare in periodi di forte siccità.

### Gestione dei Waale

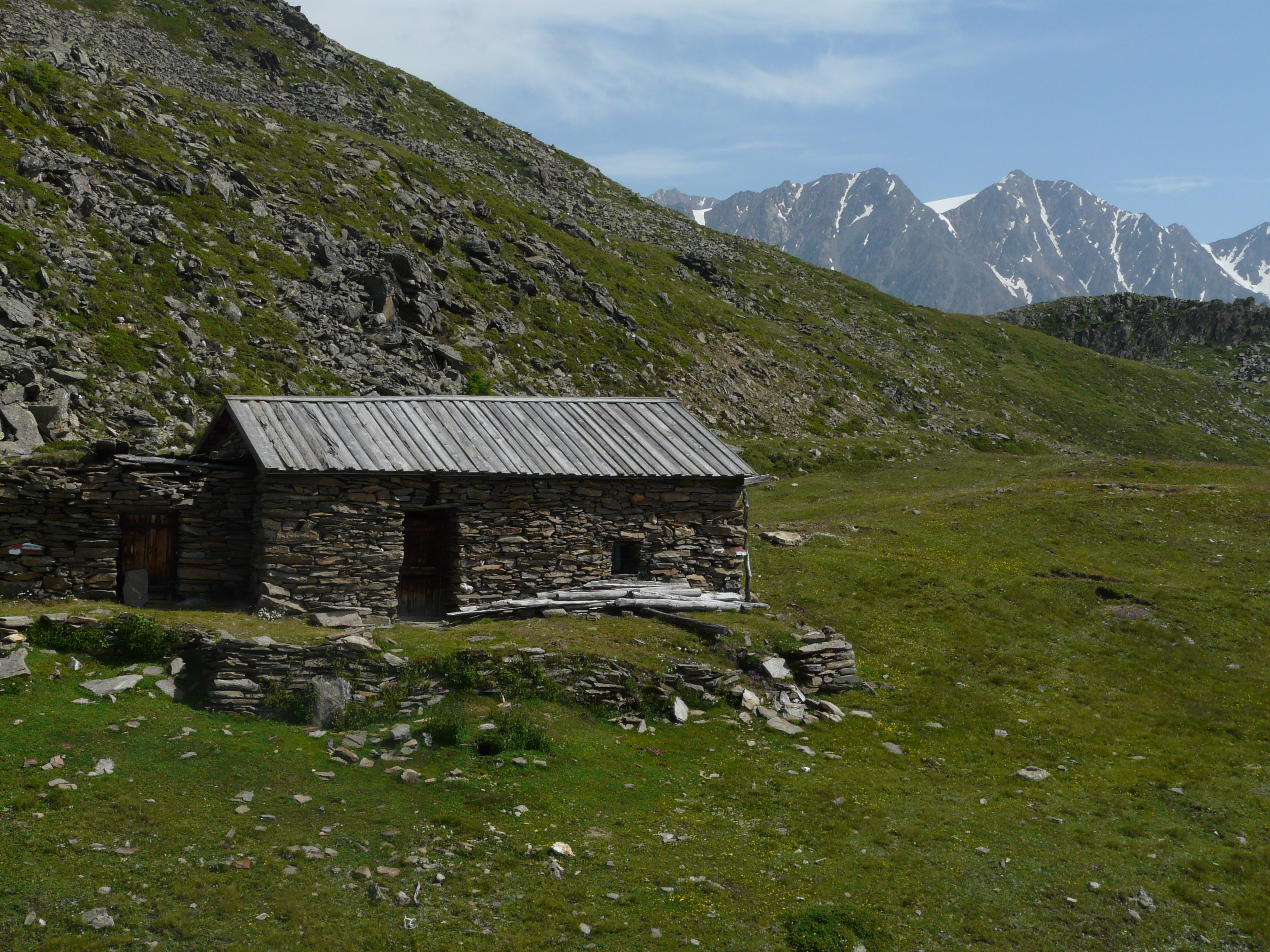
Una tipica casa del Waaler a 2.377 m in val Senales

I Waale sono opere di comunità di contadini che si riunivano alla scopo di costruirli, mantenerli e regolarne l'utilizzo. Erano vincolati tra di loro da regole giuridiche e consuetudini, la cui più vecchie attestazioni risalgono al XII secolo. I contadini eleggevano un cosiddetto Waalmeisteroppure Waalaufseher (un guardiano delle acque) che si occupava della gestione amministrativa del Waal. Tale figura, generalmente stipendiata dai contadini stessi con parte dei proventi del raccolto, rappresentava gli interessi della comunità davanti al giudice, stabiliva e faceva rispettare i turni per l'irrigazione alle varie famiglie. Questi ultimi erano scelti a caso estraendo un numero come si fa nel il gioco della tombola. In questo modo si cercava di evitare conflitti per l'approvvigionamento idrico che però a volte si presentavano comunque. I diritti di irrigazione erano legati al terreno e alla sua ampiezza e venivano trasmessi con questo. Ciò viene confermato da un documento del notaio Hainricus de Merano.
Normalmente i Waale venivano utilizzati solo nella stagione fertile, da aprile a ottobre, mentre rimanevano a secco nel restante periodo dell'anno. All'inizio della stagione o quando ve ne era la necessità, la comunità si riuniva per effettuare manutenzioni straordinarie di grandi dimensioni, ad esempio ripulendolo o sistemando i danni provocati dall'inverno. Ogni contadino membro era chiamato a partecipare con il suo lavoro o con del denaro.
Per la manutenzione ordinaria del canale, la sua pulizia e la gestione pratica dei turni, la comunità sceglieva un Waaler che veniva stipendiato per fare questo lavoro molto duro, che non aveva orario e poteva impegnarlo tutta la giornata, notte compresa. Infatti i Waale sono molto fragili e forti temporali possono provocare danni e interrompere il flusso d'acqua. Il Waaler doveva intervenire immediatamente per garantire che l'acqua scorresse sempre. Per questo motivo di solito i Waaler vivevano in case costruite nelle immediate vicinanze del canale e usavano anche dispositivi per individuare problemi nel flusso delle acque del canale. Il più famoso di questi dispositivi era la Waalschelle, costituita da una piccola ruota idraulica che muove un braccio che, a sua volta, suona una campanella: attraverso l'apposito martelletto, il suo suono permetteva di capire se l'acqua scorreva oppure no; insomma un vero e proprio allarme diurno/notturno per i contadini.
Tra la prima guerra mondiale e la seconda si iniziò ad abbandonare i Waale sostituendoli con delle normali tubazioni che permettevano di sprecare meno acqua e richiedevano molta meno manutenzione. Molti Waale sono quindi spariti sostituiti da anonimi tubi tranne quelli che nel frattempo si erano trasformati in un'attrazione turistica grazie al loro percorso panoramico. Ad oggi, dei 235 Hauptwaale ("canali maggiori") con una lunghezza complessiva di 600 chilometri in grado di irrigare 10.000 ettari di terra che si contavano in Venosta nel 1939, ne rimangono poco meno di 50 in grado di coprire circa 200 chilometri. Qualche ricordo sul termine Waal è citato in una tesi di laurea, dove sono citati oltre 500 termini legati ai Waale della Venosta.
Custode di tale antica tradizione è il museo venostano di Sluderno dove è stata allestita una mostra perenne dedicata ai Waale, dove sono esposti documenti, attrezzi vari, foto e reperti di altro genere su questa particolare tecnica d'irrigazione.

### Oggigiorno
Sono tuttora adottati in aree con scarse precipitazioni sia nelle Alpi che nel resto del mondo, ad esempio in Val Venosta in Alto Adige, soffrono di una piovosità molto bassa e solo attraverso l'uso di questi canali nel passato si poterono sviluppare coltivazioni.
Naturalmente non esistono esclusivamente nella storica regione del Tirolo, come ad esempio in Trentino, questo tipo di acquedotto a cielo aperto è denominato Léz in Val di Non e Léc in Val di Sole. Simili costruzioni idrauliche sono i ru della Val d'Aosta, i Suone o i Bisses nel canton Vallese, i Fluder in parti dell'Austria, i Wuhr nella Foresta Nera, i Fléizen nelle Ardenne o i Levada sull'isola di Madera.

## Itinerari
Nella conca di Merano si sono sfruttati questi "sentieri d'acqua" o "sentieri delle rogge" per gli amanti del trekking praticabili in tutte le stagioni dell'anno.
Tra i maggiormente noti vi sono:
- a Parcines per seguire l'omonimo Waal (5 km);
- a Silandro per l'Ilswaal e lo Zaalwaal;
- a Sluderno per il Bergwaal (3 km).

Oltre a quelli riportati qui sopra, ve ne sono anche altri descritti in maniera più approfondita.

### Waaledi Marlengo
I Waale di Marlengo (Marlinger Waalweg) sono i maggiormente lunghi dell'Alto Adige essendo lunghi 11 chilometri circa e in grado di irrigare 300 ettari di frutteti appartenenti a 296 diversi proprietari. Ciò era possibile solamente grazie all'abile e certosino lavoro di tre Waaler, in grado di far rispettare la rotazione dei turni per l'irrigazione risalenti sin dal Medioevo. Il Waale porta l'acqua dell'Adige da Tel e la riversa nella gola di Raffein (Raffeingraben) in località Cermes. Tale opera fu realizzata tra il 1737 e il 1757 da parte dei monaci certosini i quali erano preoccupati per la siccità delle loro vigne presso il maso Goyenhof acquistato dagli stessi nel 1619. I monaci sottovalutarono i costi; erano previsti 12.000 fiorini ma la cifra aumentò ben oltre i 100.000 che solo grazie ai contadini locali riuscirono a coprire.

### Waaledi Malles
A Malles esistono due sentieri d'acqua ancora oggi visitabili, l'Oberwaal alimentato dal rio Puni che scende dalla valle di Plan a nord di Malles e conduce a Tarces, e verso sud-est in posizione più bassa, il Mitterwaal.

### Waaledi Merano
I "sentieri d'acqua meranesi" uniscono tra loro undici sentieri delle rogge presenti nel territorio e permettono all'escursionista di passeggiare su un percorso di 80 km intorno all'area di Merano. Questo percorso è suddiviso in otto tappe, raggiungibili e percorribili in otto giorni oppure fattibile in una singola tappa come tour giornaliero. Punto di uscita della passeggiata si trova a Tel. Da qui il percorso conduce attraverso le rogge di Lagundo e di Caines fino a Saltusio in val Passiria. Poi si prosegue lungo le rogge di Maia e di Scena fino a Naif. Da Naif si scende verso Postal e poi verso Lana. Dopodiché il giro conduce attraverso le rogge di Brandis, Cermes e Marlengo per ritornare nuovamente a Tel. Infine si prosegue sulla roggia di Parcines e quella di Rablà fino a Naturno, dove si attraversa la val Venosta. Da Naturno poi si ritorna passando per il Rittersteig per ritornare a Tel.

#### Tappe
1. tappa - da Tel a Caines: 3,45 ore
2. tappa - da Caines a Saltusio: 2,15 ore
3. tappa - da Saltusio a Naif: 3,45 ore
4. tappa - da Naif a Lana: 3,45 ore
5. tappa - da Lana a Tel: 4,00 ore
6. tappa - da Tel a Rablà: 2,15 ore
7. tappa - da Rablà a Naturno: 2,30 ore
8. tappa - da Naturno a Tel: 3,30 ore